# Estensione dell'alfabeto fonetico internazionale per i disturbi della parola
L'estensione all'alfabeto fonetico internazionale per i disturbi del linguaggio o semplicemente extIPA, consiste una serie di lettere e segni diacritici ideati dalla International Clinical Phonetics and Linguistics Association per aumentare l'alfabeto fonetico internazionale (IPA) per la trascrizione fonetica dei disturbi della parola. Alcuni simboli vengono usati occasionalmente per trascrivere le caratteristiche del linguaggio normale.
Molti suoni che si trovano solo nel linguaggio con disturbi sono indicati con segni diacritici, sebbene venga utilizzato anche un numero crescente di lettere dedicate. Sono incluse lettere speciali per trascrivere la pronuncia delle persone con palatoschisi. L'''ExtIPA'' ripete diversi segni diacritici dell'alfabeto IPA standard che trascrivono caratteristiche comuni nel linguaggio disordinato. Questi includono preaspirazione “ ʰ◌ “, linguolabiale  “ ◌̼ “, fricative laminari “s̻, z̻” e “ * “ per un suono (segmento o funzione) senza simbolo disponibile (lettera o segni diacritici).
I suoni non trovati nel linguaggio non disturbato includono le consonante nasali fricative (a.k.a. naric fricatives) e consonanti percussive. I suoni che a volte si trovano nelle lingue del mondo e che non hanno simboli nell'IPA includono le denasali e delle fricative che sono contemporaneamente laterali e sibilanti.

## Lettere
Le lettere aggiunte dall'extIPA sono riportate nello schema sottostante. Possono anche essere usate delle lettere per la trascrizione della qualità della voce. Se i caratteri non sono supportati appaiono come rettangoli, in quel caso fare riferimento allo schema ufficiale in figura.
| Laterali      | ʪ | Fricativa laterale alveolare solcata sorda, [ɬ͡s] (una /s/ pronunciata con una “lisca laterale”, cioè un'emissione di aria simultanea attraverso il solco centrale e i lati della Lingua. |
| Laterali      | ʫ | Fricativa laterale alveolare solcata sonora, [ɮ͡z] (una /z/) pronunciata con una “lisca laterale”                                                                                         |
| Laterali      | ꞎ | Fricativa laterale retroflessa sorda, [ɭ̊˔] |
| Laterali      | 𝼅 | Fricativa laterale retroflessa sonora, [ɭ˔] |
| Laterali      | 𝼆 | Fricativa laterale palatale sorda, [ʎ̝̊]. |
| Laterali      | 𝼆̬ | Fricativa laterale palatale sonora, [ʎ̝]. |
| Laterali      | 𝼄 | Fricativa laterale velare sorda, [ʟ̝̊] |
| Laterali      | 𝼄̬ | Fricativa laterale velare sonora, [ʟ̝] |
| Velofaringali | ʩ | Fricativa velofaringale sorda (spesso associata a palatoschisi). La fricativa sonora associata è [ʩ̬].                                                                                    |
| Velofaringali | 𝼀 | Trill velofaringale sorda. (In pratica è una fricativa velofaringale accompagnata da un trill uvulare. Equivalente a [ʩ𐞪] (ʩʀ).)                                                         |
| Velodorsali   | 𝼃 | Occlusiva velodorsale sorda |
| Velodorsali   | 𝼁 | Occlusiva velodorsale sonora |
| Velodorsali   | 𝼇 | Nasale velodorsale |
| Faringali     | ꞯ | Occlusiva altofaringale sorda |
| Faringali     | 𝼂 | Occlusiva altofaringale sonora |
| Percussive    | ʬ | Bilabiale percussiva (labbra che schioccano) |
| Percussive    | ʭ | Bidentale percussiva (denti che digrignano) |
| Percussive    | ¡ | Percussiva sublaminare basso-alveolare (uno schiaffo di lingua). Questa lettera viene utilizzata con il clic alveolare per [ǃ¡], un clic alveolare con rilascio percussivo               |

## Diacritici
L'ExtIPA ha ampliato l'uso di alcuni dei normali simboli IPA, come ʰp per la pre-aspirazione, o tʶ per l'uvularizzazione, oltre ad aggiungerne di nuovi. Alcuni dei segni diacritici extIPA vengono occasionalmente utilizzati per discorsi non disturbati, ad esempio per i meccanismi insoliti del flusso di aria nel linguaggio Damin.
Una modifica è l'uso delle parentesi in pedice attorno ai diacritici di fonazione per indicare la fonazione parziale; una singola parentesi a sinistra o a destra del segno di sonorizzazione indica che questa caratteristica è parzialmente fonata all'inizio o alla fine del segmento. Queste convenzioni possono essere utili per rappresentare vari tempi di attacco della sonorità. I segni diacritici di fonazione possono anche essere prefissi o suffissi piuttosto che posizionati direttamente sotto il segmento per rappresentare il tempo relativo.
| Sonorizzazione e desonorizzazione parziale | Sonorizzazione e desonorizzazione parziale | Sonorizzazione e desonorizzazione parziale | Sonorizzazione e desonorizzazione parziale     |
| ------------------------------------------ | ------------------------------------------ | ------------------------------------------ | ---------------------------------------------- |
| s̬᪽                                          | sonorizzazione parziale/centrale di [s]    | z̥᪽ ʒ̊᪻                                        | desonorizzazione parziale/centrale di [z], [ʒ] |
| ₍s̬                                         | sonorizzazione iniziale                    | ₍z̥                                         | desonorizzazione iniziale                      |
| s̬₎                                         | sonorizzazione finale                      | z̥₎                                         | desonorizzazione finale                        |
| z̤᪽                                          | mormorio parziale di [z]                   | (eccetera...)                              | (eccetera...)                                  |
| Tempo                                      |                                            |                                            |                                                |
| ̬z                                          | pre-sonorizzazione di [z]                  | z ̬                                         | post-sonorizzazione [z]                        |
| a ̰                                         | [a] con voce cricchiante in finale         | (etc.)                                     | (etc.)                                         |

Le trascrizioni per sonorizzazione parziale e desonorizzazione possono essere usate sia per il grado di sonorità sia per indicare la sonorizzazione discontinua. Nel primo caso, entrambe le parentesi indicano che il suono è leggermente (parzialmente) sonoro in tutto il fonema, e le singole parentesi indicano un grado parziale di sonorizzazione all'inizio o alla fine del suono. Per quest'ultimo caso, entrambe le parentesi indicano che il suono è desonorizzato in mezzo, mentre le singole parentesi significano desonorizzazione completa all'inizio o alla fine del suono. 
Alterando la posizione di un diacritico indica che la fonazione comincia prima della consonante/vocale o che continua dopo la stessa. Il diacritico a anello della desonorizzazione può essere usato nello stesso modo. Per esempio, ⟨p˳a⟩ indica che la pronuncia muta di [p] continua dopo il fonema, equivalentemente a ⟨pʰa⟩.
Altri diacritici dell’alfabeto extIPA sono:
| Meccanismo del flusso d'aria | Meccanismo del flusso d'aria | Meccanismo del flusso d'aria | Meccanismo del flusso d'aria                                                                      |
| ---------------------------- | --- | ---------------------------- | ------------------------------------------------------------------------------------------------- |
| p↓                           | Flusso d'aria ingressivo | ʘ↑                           | Flusso d'aria egressivo                                                                           |
| Fonazione                    | |                              |                                                                                                   |
| p˭                           | Non aspirata | ʰp                           | Pre-aspirata                                                                                      |
| Nasalizzazione               | |                              |                                                                                                   |
| n͋ v͋                          | Fricativa nasale | s͌                            | velofaringale frizione (flusso turbolento d'aria attraverso la zona velofaringale dietro al naso) |
| n͋ v͋                          | sfiato fricativo nasale (flusso turbolento udibile attraverso le narici, come nella cosiddetta lisca nasale)                                | m͊                            | denasale (tipico del raffreddore; completa i diacritici nasali)                                   |
| Intensità di articolazione   | |                              |                                                                                                   |
| f͈                            | Articolazione intensa (non necessariamente geminata)                                                                                        | v͉                            | Articolazione tenue (non necessariamente lenita)                                                  |
| Articolazione                | |                              |                                                                                                   |
| v͆ t͆                          | (on a labial letter) Dentolabiale | n̪͆ h̪͆                          | (su una lettera coronale) interdentale                                                            |
| v͆ t͆                          | (su una lettera coronale) (la lingua si protrude oltre i denti superiori come in un sottomorso grave)                                       | n̪͆ h̪͆                          | (su una lettera glottale) Bidentale                                                               |
| s͇ f͇                          | (su una lettera coronale) alveolare | s͍                            | allargamento labiale (completa i diacritici per l'arrotondamento labiale)                         |
| s͇ f͇                          | (su una lettera labiale) labiovelare (si presenta nei casi di sovramorso grave)                                                             | s͍                            | allargamento labiale (completa i diacritici per l'arrotondamento labiale)                         |
| s͎                            | Sibilante fischiata | s̻ z̻                          | fricativa laminare (punta della lingua abbassata)                                                 |
| ɹ̈ ɹ̺                          | rispettivamente r molare (lingua appallottolata) e r apicale                                                                                | s͕ s͔                          | Spostate rispettivamente a destra e a sinistra                                                    |
| Tempo                        | |                              |                                                                                                   |
| s͢θ                           | articolazione biascicata o scivolata (un dittongo consonantico che nel tempo di un singolo segmento si muove da un'articolazione all'altra) | p\p\p                        | balbettato (articolazione reiterata)                                                              |

I segni diacritici possono essere collocati tra parentesi anche quando i segni diacritici siano posti sopra. Ad esempio, ⟨⁽m͊⁾⟩ indica un [m] parzialmente denasalizzato.
Seguendo una tradizione di lunga data dell'IPA non specificata nel normale grafico IPA, qualsiasi lettera IPA o extIPA può essere usata in forma di apice come un segno diacritico, per indicare l'inizio, il rilascio o il "sapore" di un'altra lettera. Ad esempio, ⟨k   ⟩ per [k] con un rilascio di attrito laterale (simile all'affricata laterale velare [k͜], ma con meno attrito), o ⟨d  ʫ ⟩ per [d] con rilascio laterale-più-centrale. La combinazione di segni diacritici può essere aggiunta a segni diacritici in apice, come ⟨tʰ̪͆⟩ per [t] con aspirazione bidimensionale.
I simboli di qualità vocale prendono i segni diacritici IPA e IPA estesi, nonché diversi altri segni diacritici potenzialmente disponibili per extIPA. Almeno il punto del pedice per "sussurro" si trova talvolta nella trascrizione IPA, sebbene quel diacritico sia comunemente usato anche per l'articolazione apicale-retroflessa.

## Notazione prosodica e suoni indeterminati
L'IPA esteso ha adottato la notazione tra parentesi dalle convenzioni che trascrivono il discorso. Le parentesi sono usate per indicare il mimato (in inglese mouthing) ossia l'articolazione silenziosa, come in (ʃːː), un segno silenzioso per il suono usato per zittire. Le parentesi vengono anche utilizzate per indicare pause silenziose, ad esempio (…). Le doppie parentesi indicano un rumore estraneo, come in s2 syll.⸩ o ⸨2σ⸩ per due sillabe estranee, anche se la convenzione IPA prevede che le doppie parentesi indicano che un suono è oscurato, come quando una persona parla su un'altra, e questo viene identificato come l'uso extIPA.
Nell'extIPA, i suoni indistinguibili / non identificabili sono cerchiati anziché inseriti tra parentesi singole.  Un cerchio vuoto, ◯, viene utilizzato per un segmento indeterminato, ◯ σ una sillaba indeterminata, Ⓒ un segmento identificabile solo come consonante, ecc. Le lettere maiuscole complete, come C in Ⓒ, vengono utilizzate come caratteri jolly per determinate categorie di suoni e può essere combinato con i segni diacritici IPA ed extIPA. Ad esempio, ◯ P̥ (una P maiuscola cerchiata con un diacritico senza voce) indica un plastico senza voce indeterminato o indeterminato. Le lettere regolari IPA ed extIPA possono anche essere cerchiate per indicare che la loro identificazione è incerta. Ad esempio, ⓚ indica che il segmento è probabilmente considerato [k]. Almeno nella calligrafia, il cerchio può essere allungato in un ovale per stringhe più lunghe di simboli.
Le parentesi graffe con i termini musicali italiani (usati in italiano anche nella versione inglese) sono usate per la fonazione e la notazione prosodica, come  [{falsetto ˈhɛlp falsetto}] così come i termini per il tempo e la dinamica del discorso connesso. Questi sono iscritti in una notazione {parentesi graffa} per indicare che sono commenti sul testo intermedio. Le convenzioni per i simboli della qualità vocale usano una notazione simile per la qualità della voce.